# Meurig ap Dyfnwallon
Pour les articles homonymes, voir Meurig.
Meurig ap Dyfnwallon (fl.  IXe siècle) est un roi de Ceredigion et d'Ystrad Tywi c'est-à-dire le  Seisyllwg dans le sud-ouest du Pays de Galles.

## Contexte
Meurig ap Dyfnwallon est le fils de Dyfnwallon ap Arthgen, qui accède au trône en 807. C'est un obscur roi, de la dynastie des souverains de Ceredigion et de Seisyllwg issue de Cunedda, mentionné dans les Harleian genealogies :
[G]uocaun map Mouric map Dumnguallaun map Arthgen map Seissil
et dans les Généalogies du Jesus College MS. 20 :
Angharat  verch veuric mab dygawl m Arthen m Seissill m Clydawc m Aruodeu m Argloes m Podew m Seruuel m Vsai m Keredic m Kuneda wledic
Il est le père de Gwgon, apparemment le dernier de sa lignée et d'Angharad l'épouse de Rhodri Mawr.

## Sources
- (en) Peter Bartrum, A Welsh classical dictionary: people in history and legend up to about A.D. 1000, Aberystwyth, National Library of Wales, 1993, p. 545 MEURIG ap DYFNWALLON. (780)
- (en) Timothy Venning, The Kings & Queens of Wales, Mill Brimscombe Port Stroud, Amberley Publishing,, 2013 (ISBN 9781445615776), p. 150-151 Chapitre 5,  Rulers of Dyfed and (Tenth-Century) Deheubarth, Rulers of Ceredigion/Seisyllwg.